# Orseer Achihi
Orseer Achihi (19 september 2006) is een Nigeriaans voetballer die onder contract ligt bij Antwerp FC.

## Clubcarrière
Achihi werd in het voorjaar van 2025 door Antwerp FC weggeplukt bij de P Sports Football Academy in eigen land. Op 22 februari 2025 speelde hij zijn eerste officiële wedstrijd voor Young Reds, het beloftenelftal van de club in Eerste nationale: tegen Cappellen FC mocht hij van trainer Sepp De Roover meteen een hele wedstrijd meespelen. Op 1 maart 2025 mocht Achihi ook al zijn officiële debuut voor het eerste elftal vieren: in de competitiewedstrijd tegen Cercle Brugge (0-0-gelijkspel) liet trainer Jonas De Roeck hem kort na het uur invallen voor Kadan Young.

## Clubstatistieken
| Seizoen         | Club             | Land            | Competitie       | Competitie | Competitie | Beker | Beker | Supercup | Supercup | Europees | Europees | Totaal | Totaal |
| Seizoen         | Club             | Land            | Competitie       | Wed.       | Dlp.       | Wed.  | Dlp.  | Wed.     | Dlp.     | Wed.     | Dlp.     | Wed.   | Dlp.   |
| --------------- | ---------------- | --------------- | ---------------- | ---------- | ---------- | ----- | ----- | -------- | -------- | -------- | -------- | ------ | ------ |
| 2024/25         | Young Reds       | Vlag van België | Eerste nationale | 1          | 0          | —     | —     | —        | —        | —        | —        | 1      | 0      |
| 2024/25         | Royal Antwerp FC | Vlag van België | Eerste klasse A  | 1          | 0          | 0     | 0     | —        | —        | —        | —        | 1      | 0      |
| Carrière totaal | Carrière totaal  | Carrière totaal | Carrière totaal  | 2          | 0          | 0     | 0     | 0        | 0        | 0        | 0        | 2      | 0      |

Bijgewerkt op 2 maart 2025.
2 Corbanie ·
3 B. Engels ·
4 Riedewald ·
5 Deman ·
6 Odoi ·
7 Kerk ·
8 Praet ·
9 Chery ·
10 Balikwisha ·
14 Valencia ·
18 Janssen ·
20 Doumbia ·
22 Adekami ·
23 Alderweireld  ·
25 Bataille ·
26 Bozhinov ·
30 Scott ·
33 Van den Bosch ·
46 Smits ·
54 Renders ·
75 Verstraeten ·
81 Devalckeneer ·
91 Lammens ·
Coach: Andries Ulderink